# Antonio Janigro
Antonio Janigro (Milán, 21 de enero de 1918 - Milán, 1 de mayo de 1989) fue un director de orquesta, profesor de música clásica y violonchelista italiano.

## Biografía
Nació en Milán, en la via Guido d'Arezzo en una familia de músicos. Su padre, Nicola Janigro, era natural de la Molise y fue un pianista de talento que no pudo desarrollar su carrera como solista al perder el brazo izquierdo durante la Primera Guerra Mundial, al ser atacado por un francotirador de élite. Su madre, Maria Cavo, era violinista profesional y oriunda de la Liguria.

### Formación
Antonio Janigro comenzó a estudiar el piano cuando tenía seis años y violonchelo cuando tenía ocho años (1926). Inicialmente las clases le fueron impartidas por Giovanni Berti, luego Janigro fue inscrito en el Conservatorio de Milán, donde fue instruido por Gilberto Crepax. En 1929, su madre Maria, le permitió estudiar con Pablo Casals quien estaba de paso en Milán. El maestro español, impresionado por las dotes de Janigro, le dio una recomendación para estudiar con Diran Alexanian en París, donde enseñó desde 1931 a 1937. Algunos años luego de la muerte de su padre quien estaba exiliado en Tunes por su posición antifascista, Antonio Janigro al terminar sus estudios en Milán, prosiguió su perfeccionamiento con Diran Alexanian en la École Normale de París desde 1934 y se diplomó en 1937 a los 16 años y comenzó a actuar como solista y en recitales con los grandes pianistas Carlo Zecchi, Dinu Lipatti, Paul Badura-Skoda y Alfredo Rossi.
En el rico desarrollo de la capital francesa durante sus años de estudios parisinos él tuvo amistades con Lipatti y la violinista Ginette Neveu quienes habían sido compañeros de clases en la École Normale y entró en contacto con Alfred Cortot, Jacques Thibaud, y los compositores o profesores Nadia Boulanger, Paul Dukas, Igor Stravinsky, Bohuslav Martinů y otras personalidades.
Janigro comenzó a dar recitales cuando aún era estudiante, junto a Alfredo Rossi y Dinu Lipatti, y seguidamente de un modo regular con los pianistas Paul Badura-Skoda, quien era un alumno de Edwin Fischer, Carlo Zecchi quien era un alumno de Artur Schnabel y George Enescu.

### Yugoslavia
Unas vacaciones junto a su madre en Yugoslavia dejaron varado a Janigro en ese país durante toda la Segunda Guerra Mundial. En 1939 se estableció en Zagreb en donde permaneció durante casi tres décadas enseñando en la Escuela de Música Beethoven y en la Academia de Musical de Zagreb y donde fue director de la Orquesta de Cámara de la radiotelevisión de Zagreb (desde 1990 Radiotelevisión Croata). Allí se convirtió en un profesor de violonchelo y música de cámara en el Conservatorio de Zagreb (entonces y hasta 1989 capital de la Croacia federada a Yugoslavia), animando la vida musical de tal país con la ayuda de su colega Rudolf Matz. Durante su prolongada estancia en el país dinárico supo dirigir conciertos no solo de música barroca y clásica sino que también dirigió obras de contemporáneos suyos tales como Albert Roussel, György Ligeti y Krzysztof Penderecki. Igualmente en Yugoslavia fue uno de los integrantes del Trío Janigro - Maček - Šulek. Al final de la guerra Janigro viajó por toda América del Sur y el Lejano Oriente como solista.
En 1953 se casó con Neda Cihlar, hija del escritor croata Milutin Nehajev (1880–1931). El matrimonio tuvo dos hijos: Nicole y Damir. En ese mismo año fundó la orquesta de cámara compuesta por una docena de cuerdas conocida como I Solisti di Zagreb (Los Solistas de Zagreb), disuelta en 1967. En 1957 Janigro conoció a Dmitri Shostakovich con motivo de una gira realizada durante 1957 en la URSS.

### Carrera internacional
Luego de la Segunda Guerra Mundial Janigro viajó y retomó su actividad de solista en América del Sur y en el Extremo Oriente, haciendo ejecuciones junto a Alfredo Rossi, Carlo Zecchi, E. Bagnoli y Aldo Ciccolini y grabó sus primeros discos, notoriamente en trío, junto a Paul Badura-Skoda, Jean Fournier; y con el director Erich Kleiber. En 1956 debutó en Estados Unidos, en 1959, era uno de los solistas de la renombrada Orquesta Sinfónica de Chicago junto a Fritz Reiner, Milton Preves y John Weicher y descolló entonces en la grabación de la obra de Richard Strauss llamada Don Quijote. Fue invitado a reemplazar a Ferenc Fricsay en el RIAS para dar una serie de conciertos en la RFA y en Berlín.
Al inicio de los años 1960 grabó dos conciertos de Mozart con Brendel, quien había pasado, como él, la guerra en Zagreb.
Janigro vivió tres décadas en Zagreb (hasta 1965), posteriormente regresó a Milán junto a su familia, y dirigió el conjunto Angelicum durante dos años. En 1967, mientras se encontraba invitado por la Orquesta Sinfónica de Chicago, sufrió una crisis cardíaca que le obligó a reducir su actividad.
En 1968, algunas semanas después de la muerte por paro cardíaco de Karl Ristenpart, él tomó la batuta de la Orquesta de Cámara de la radio del Sarre (Saarländisches Kammerorchester), que Ristenpart había fundado en 1953. Luego Janigro dirigió la Camerata Academica del Mozarteum de Salzburgo de 1971 a 1974. También dio clases magistrales en Inglaterra, Portugal, Canadá e Italia.
Profesor de talento, Janigro formó y promovió nuevos talentos a lo largo de toda su vida. En el decenio 1965-1974 enseñó en la Academie de Música de Dusseldorf, luego en 1975, en la Staatliche Hochschule für Musik und Kunst de Stuttgart. Paralelamente en 1971, enseñó en el Mozarteum de Salzburgo.
Algunos de sus alumnos más reconocidos fueron y son: Julius Berger, Mario Brunello, Thomas Demenga, Michael Flaksman, Michael Groß, Antonio Meneses, Andrej Petrac, Mario de Secondi, Gustavo Tavares, Christoph Theinert, Stefan Tittgen, Stefan Trauer, el compositor Giovanni Sollima y Enrico Dindo.
Janigro ejecutaba principalmente en un violonchelo Guadagnini de 1769.
Murió en su ciudad natal el 1 de mayo de 1989.
Biografías
Existen dos biografías de Antonio Janigro. La primera fue publicada por Ulrich Bracher en alemán (Antonio Janigro - Musiker mit Leib und Seele: Leben und Werk eines großen Dirigenten und Cellisten, 1999 ISBN-10: 3828008593 ISBN-13: 978-3828008595).
Recientemente, el hijo de Janigro publicó una segunda biografía/memoria en inglés (Antonio Janigro: A gentleman of the cello, ISBN-13: 979-8335009263). Esta versión también está disponible en italiano con la traducción de Valerio Bervicato (Antonio Janigro: Un gentiluomo del violoncello, ISBN-13: 979-8335009263).

## Homenajes
- Paavo Heininen, Poema a Antonio Janigro (1974)
- El Concurso internacional de violonchelo Antonio Janigro, se celebra en Zagreb, capital de Croacia, desde 1996 cada cuatro años.
- En 2007, su hijo Damir, actualmente doctor en neurología, fundó en Cleveland (EUA), la Antonio Janigro Foundation.[12]

## Grabaciones
- Antonio Vivaldi: conciertos para instrumentos diversos ejecutados por I Solisti di Zagreb con la dirección de Antonio Janigro.
- The Virtuoso Guitar: Conciertos para guitarra y orquesta de Mario Castelnuovo-Tedesco (en Re mayor), Antonio Vivaldi (en La mayor y Do mayor) y Karl Kohaut (en Fa mayor), con Alirio Díaz en la guitarra y la orquesta I Solisti di Zagreb dirigida por Antonio Janigro. Vanguard Classics OVC 8069, 1996 (CD). Grabado en Viena en junio de 1965.
- El gremio (Guilda) de Bach, Vanguard Records Stereolab LP, BG / BGS-70665, de 1960.
- JS Bach: 6 Suites para violonchelo (1954, Westminster / Doremi DHR-8014 ~ 5)
- JS Bach: 3 Sonatas para violonchelo y clavecín, (Robert Veyron-Lacroix en clavecín) (1954, Westminster / Doremi DHR-8014 ~ 5)
- Luigi Boccherini: Concierto para violonchelo en si bemol mayor, Orquesta Sinfónica de Praga dirigida por Milan Horvat (1948, Westminster / Doremi DHR-8016)
- Antonín Dvořák: Concierto para violonchelo en si menor, Janigro - solista, Orquesta de la Ópera del Estado de Viena dirigida por Dean Dixon, (Westminster / ABC expedientes W-9716).